# Sítio Trindade
O Sítio da Trindade é um sítio histórico situado no bairro de Casa Amarela, na cidade do Recife, capital do estado brasileiro de Pernambuco.
Com acessos pela Estrada do Arraial (acesso principal) e pela Estrada do Encanamento, possui 6,5 hectares de área verde, onde está instalado o Chalé Trindade Peretti, casarão de 600 m² que hoje é utilizado para atividades culturais. Toda a área do Sítio é, também, utilizada pela população para passeios ao longo de todo o ano e festas, nos períodos junino e natalino.

## História
O Sítio da Trindade remonta ao tempo da Invasão holandesa (1630 - 1654). Em seu terreno foi erguido um forte por Matias de Albuquerque, o Forte do Arraial do Bom Jesus, também conhecido como Arraial Velho do Bom Jesus, constituindo-se um foco de resistência contra os invasores.
O centro de resistência atraiu grande parte da população adjacente, como os antigos habitantes de Olinda, e surgiram barracas para residência e negócios, e até um oratório, resultado do número elevado de eclesiásticos (na maior parte franciscanos) que foram residir no Arraial Velho.
Em 1635 o forte foi tomado pelos inimigos. A resistência, então, construiu outro forte nas imediações do Engenho da Madalena, e o chamaram Arraial Novo, que passou a ser o ponto de resistência e o quartel general dos restauradores entre 1646 e 1654.
O terreno do Arraial Velho foi reocupado, passando às mãos da família Trindade Peretti, e o local passou a ser denominado de Sítio da Trindade.
No Sítio da Trindade algumas placas podem ser observadas, como a que se tem escrito "Caminhando pelas terras deste sítio, estais pisando o solo em que se moveram Matias de Albuquerque e tantos outros heróis da luta contra o invasor". Há também outra placa em frente ao obelisco comemorativo de 30 de janeiro de 1922, com os dizeres: "Aqui existiu o Forte Arraial do Bom Jesus (Arraial Velho) 1630 – 1635. Instituto Archeologico, 1922".
Em 1952, o Sítio da Trindade foi desapropriado e declarado como um bem de utilidade pública.
Em maio de 1960, o Sítio da Trindade tornou-se sede do Movimento de Cultura Popular (MCP), uma instituição sem fins lucrativos, que reunia diversos intelectuais e artistas, entre eles Paulo Freire, Ariano Suassuna, Abelardo da Hora, José Cláudio e Francisco Brennand. Uma das atividades principais era a educação de base e a alfabetização de adultos. Em 1964, com o golpe militar, dois tanques foram colocados nos jardins da entrada do Sítio da Trindade e o local foi invadido e depredado. O material pedagógico foi apreendido como prova de subversão e queimado, as obras de arte foram destruídas e muitos dos envolvidos no MCP foram perseguidos, presos ou exilados.
No dia 17 de junho de 1974, o local foi classificado como um conjunto paisagístico e tombado pelo Instituto do Patrimônio Histórico e Artístico Nacional (IPHAN).

## Utilização
O Sítio da Trindade é aberto ao público, que se aproveita de sua área verde para caminhadas.
O seu terreno é utilizado, nos períodos junino e natalino, para festas populares, com apresentações de quadrilhas, pastoril e outras atrações folclóricas, além de venda de alimentos da culinária regional e folclórica.
O casarão é utilizado para atividades artísticas (apresentação e ensino).